# Líška (Velká Fatra)
Líška (1445 m n. m.) je hora ve Velké Fatře na Slovensku. Nachází se v rozsoše, která vybíhá jihovýchodním směrem z hory Krížna (1574 m). Rozsocha dále pokračuje k vrcholu Majerova skala (1283 m) a klesá do údolí Starohorského potoka. Jižní a západní svahy hory spadají do Turecké doliny, severovýchodní do doliny Rybie. Těsně pod vrcholem se nachází horní stanice sedačkové lanovky, která spojovala osadu Turecká s velkofatranským hřebenem, avšak již řadu let je mimo provoz. V roce 2005 objekt dokonce vyhořel.

## Přístup
- po modré  značce z vrcholu Krížna
- po modré  značce z rozcestí Pod Líškou